# Liste von Kraftwerken in Sierra Leone
Dies ist eine Liste der derzeitigen und geplanten Kraftwerke Sierra Leones.
Öffentliches Energieversorgungsunternehmen ist die National Power Authority des Energieministeriums, die seit 2011 auf Grundlage des National Electricity Act in die Electricity Generation and Transmission Company (EGTC) (Stromerzeugung und Verteilung) and the Electricity Distribution and Supply Authority (EDSA) (Stromabgabe und Regulierung) unterteilt werden soll (Stand August 2017).

## Aktuelle Versorgung
Sierra Leones ist einer der wenigen unabhängigen Staaten, der fast gänzlich ohne eine öffentliche Energieerzeugung auskommen muss. Der Großteil der Bevölkerung verfügt über keinen Anschluss an ein Stromnetz. Die Hauptstadt Freetown kann nur etwa vier Stunden Elektrizität am Tag bereitstellen (Stand Juli 2017). Es kommt auch zu Versorgungszeiten zu häufigen Stromausfällen. Die Volkszählung 2015 ergab, dass nur etwa 6450 Haushalte landesweit (von 1,265 Millionen) über Zugang zu Elektrizität verfügen. Dies entspricht einem Anteil von 0,5 Prozent. Andere Quellen sprechen davon, dass auf dem Land nur ein Prozent der Bevölkerung ans Stromnetz angeschlossen ist; in den Städten etwa 12 Prozent. Bis 2025 sollen alle Einwohner über Zugang zu Strom verfügen.
Erst seit 2013 gibt es mit dem Bumbuna-Wasserkraftwerk ein erstes öffentliches Kraftwerk. Die Stromversorgung basiert größtenteils auf individuellen Dieselgenerator auf Haushaltsebene.

## Kraftwerke in Betrieb
| KW-Name           | Leistung in MW | Standort        | Betreiber                      | Status              | Art               |
| ----------------- | -------------- | --------------- | ------------------------------ | ------------------- | ----------------- |
| Bankasoka         | 02,0           | Port Loko       | National Power Authority       | Inbetriebnahme 2017 | Wasserkraft       |
| Bumbuna           | 50,0           | Bumbuna         | National Power Authority       | Inbetriebnahme 2013 | Wasserkraft       |
| Charlotte Falls   | 02,2           | Charlotte Falls | National Power Authority       |                     | Wasserkraft       |
| Dodo Falls        | 06,0           | Dodo Falls      | Bo-Kenema Power Services       |                     | Wasserkraft       |
| King Tom          | 39,16          | Freetown        | National Power Authority       |                     | Dieselkraftstoff  |
| Port Loko         | 30,0           | Port Loko       | National Power Authority       |                     | Schweröl          |
| Sunbird Bioenergy | 32,0           | Makeni          | Sunbird Bioenergy Sierra Leone |                     | Biomassekraftwerk |
| GESAMT            | 161,18         |                 |                                |                     |                   |

## Geplante Kraftwerke
| KW-Name            | Leistung in MW | Standort     | Betreiber                     | Status                   | Art                                    |
| ------------------ | -------------- | ------------ | ----------------------------- | ------------------------ | -------------------------------------- |
| Bumbuna II         | 143,0          | Bumbuna      | National Power Authority      | bis 2021                 | Wasserkraft                            |
| [ 7 ]              | 057,0          | Western Area | Copperbeld Energy Corporation | seit Anfang 2017 geplant | Wärmekraftwerk mit fossilem Brennstoff |
| Newton             | 06,0           | Newton       | Infinity E-Consortium         | geplant                  | Photovoltaik                           |
| 54 Kleinkraftwerke |                | landesweit   |                               | seit 2017                | Solarenergie                           |
| GESAMT             | 206,0          |              |                               |                          |                                        |